# Largura à meia altura

Largura a meia altura

Largura a meia altura, algumas vezes referida como FWHM (do inglês full width at half maximum) é um parâmetro de uma curva ou função referente ao seu "abaulamento"; tal largura é dada pela diferença entre dois valores extremos de uma variável independente no qual ela, a função, atinge metade de seu valor máximo.
FWHM é utilizado em fenômenos como duração de pulso de ondas e largura espectral de fontes em comunicações e resolução de espectrômetros.
Quando a função considerada é da forma de uma distribuição normal do tipo
{\displaystyle f(x)={\frac {1}{\sigma {\sqrt {2\pi }}}}\exp \left[-{\frac {(x-x_{0})^{2}}{2\sigma ^{2}}}\right]}
onde {\displaystyle \sigma } é o desvio padrão e {\displaystyle x_{0}} pode ser qualquer valor (a largura é invariante a translação), a FWHM é dada por
{\displaystyle \mathrm {FWHM} =2{\sqrt {2\ln(2)}}\;\sigma \approx 2.355\;\sigma .}
Outra função importante, relacionado a sólitons em óptica, é a secante hiperbólica:
{\displaystyle f(x)=\operatorname {sech} \left({\frac {x}{X}}\right).}
Para esse impulso, temos que
{\displaystyle \mathrm {FWHM} =2\;\operatorname {arsech} \left({\frac {1}{2}}\right)X=2\ln(2+{\sqrt {3}})\;X\approx 2.633\;X}
onde arsech é a inversa da secante hiperbólica.
| Nome               | Expressão                                              | FWHM                                      |
| ------------------ | ------------------------------------------------------ | ----------------------------------------- |
| Função de Bartlett | {\displaystyle 1+{\frac {\|x\|}{a}}}                   | {\displaystyle a}                         |
| Função de Connes   | {\displaystyle 1+{\frac {x^{2}}{a^{2}}}}               | {\displaystyle {\sqrt {4-2{\sqrt {w}}}}a} |
| Função lorentziana | {\displaystyle {\frac {\Gamma }{x^{2}+\Gamma ^{2}/4}}} | {\displaystyle \Gamma }                   |